# Jan-Baptist Sophie

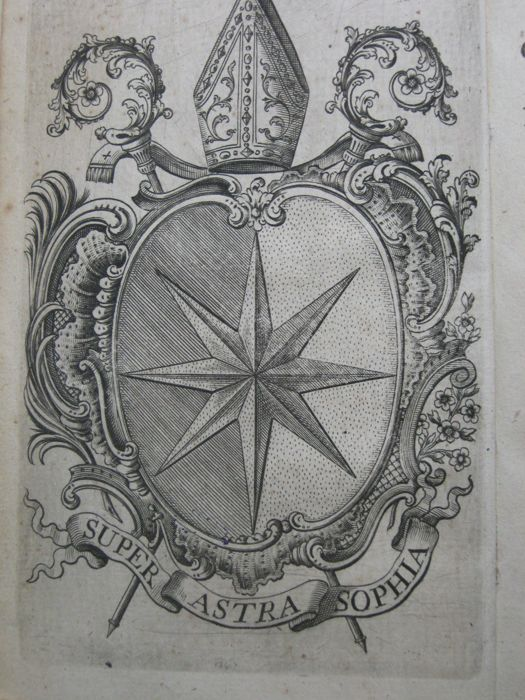
super astra sophia

Jan-Baptist Sophie  (30 juni 1692 - 11 mei 1775) was van 1755 tot 1775 abt van de Abdij van Grimbergen.
Sophie stamde uit de oude Brusselse familie Sophie alias De Duwere, in de 15de tot 17de eeuw vooral gekend als brouwers en beenhouwers. "Joannes Baptista Paulus" Sophie werd in Brussel geboren en er op 30 juni 1692 in de Sint-Gorikskerk gedoopt als zoon van Franciscus Antonius Sophie (Brussel 1654-1735), jurist, heer van Bourdeaux en La Motte (heerlijkheden onder Bousval) en van de Gentse Maria Anna Cruyl. Zijn vader was superintendant van de Berg van Barmhartigheid van de stad Brussel, rentmeester van het godshuis van Sint-Geertrui bij Sint-Goedele.
Zijn abtsleuze luidt Super astra sophia.  Onder zijn abbatiaat kwamen de sacristie (1763) van de abdijkerk, de abdijpoort (1767) en de huidige pastorie (1768) tot stand.